# SIAM Journal on Computing
La revue SIAM Journal on Computing (abrégée en SICOMP) est une revue scientifique centrée sur les aspects mathématiques et formelles de l’informatique. Elle est publiée par la  Society for Industrial and Applied Mathematics (SIAM). C'est une revue bimestrielle, paraissant depuis 1972.

## Thèmes
Les sujets couverts comprennent, sans s'y limiter, l'analyse et la conception d'algorithmes, la théorie algorithmique des jeux, les structures de données, la complexité algorithmique, le calcul formel, les aspects algorithmiques de la combinatoire et la théorie des graphes, la biologie algorithmique, la robotique algorithmique, intelligence artificielle, apprentissage informatique, bases de données, recherche d'informations, cryptographie, réseaux, calcul distribué, algorithmes parallèles et architecture informatique.